# Romeral San Miguel Airport
Romeral San Miguel Airport är en flygplats i Chile.   Den ligger i provinsen Provincia de Curicó och regionen Región del Maule, i den södra delen av landet, 170 km söder om huvudstaden Santiago de Chile. Romeral San Miguel Airport ligger 427 meter över havet.
Terrängen runt Romeral San Miguel Airport är kuperad åt sydost, men åt nordväst är den platt. Närmaste större samhälle är Curicó, 19,0 km väster om Romeral San Miguel Airport. 
I omgivningarna runt Romeral San Miguel Airport växer i huvudsak städsegrön lövskog. Runt Romeral San Miguel Airport är det glesbefolkat, med 8 invånare per kvadratkilometer.